# IodaRacing Project
IodaRacing Project ist ein italienisches Motorradsportteam, welches an der FIM-Motorrad-Weltmeisterschaft von 2011 bis 2015 teilnahm und dabei sich in allen drei Klassen (MotoGP, Moto2 und Moto3) versuchte. Größter Erfolg waren vier dritte Plätze in der Moto2 durch Simone Corsi und Johann Zarco. 2016 und 2017 versuchte sich Ioda Racing zudem mit Aprilia-Motorrädern, wobei ein zweiter Platz durch Alex De Angelis der größte Erfolg war. 2017 fuhr der frühere Moto3-Pilot Armando Pontone auf einer von Ioda eingesetzten Yamaha in der neu gegründeten Supersport-300-Weltmeisterschaft und fuhr ebenfalls einen zweiten Platz ein.
Weitere bekannte Piloten, die für Ioda fuhren, sind Mattia Pasini, Danilo Petrucci, Jonas Folger, Lukáš Pešek, Randy Krummenacher, Michel Fabrizio und Florian Alt.

## Statistik

### MotoGP-Team-WM-Ergebnisse
- 2012 – Zwölfter
- 2013 – Elfter
- 2014 – 13.
- 2015 – 15.

### Konstrukteurs-WM-Ergebnisse

#### MotoGP
- 2012 – Neunter
- 2012 – Achter (in Kooperation mit Suter als Chassis-Hersteller)
- 2013 – Siebter (in Kooperation mit Suter als Chassis-Hersteller)

#### Moto3
- 2012 – Achter